# Iso Rivolta Lele
La Iso Rivolta Lele è una coupé prodotta dalla casa automobilistica italiana Iso Rivolta tra il 1969 e il 1974.

## Il contesto

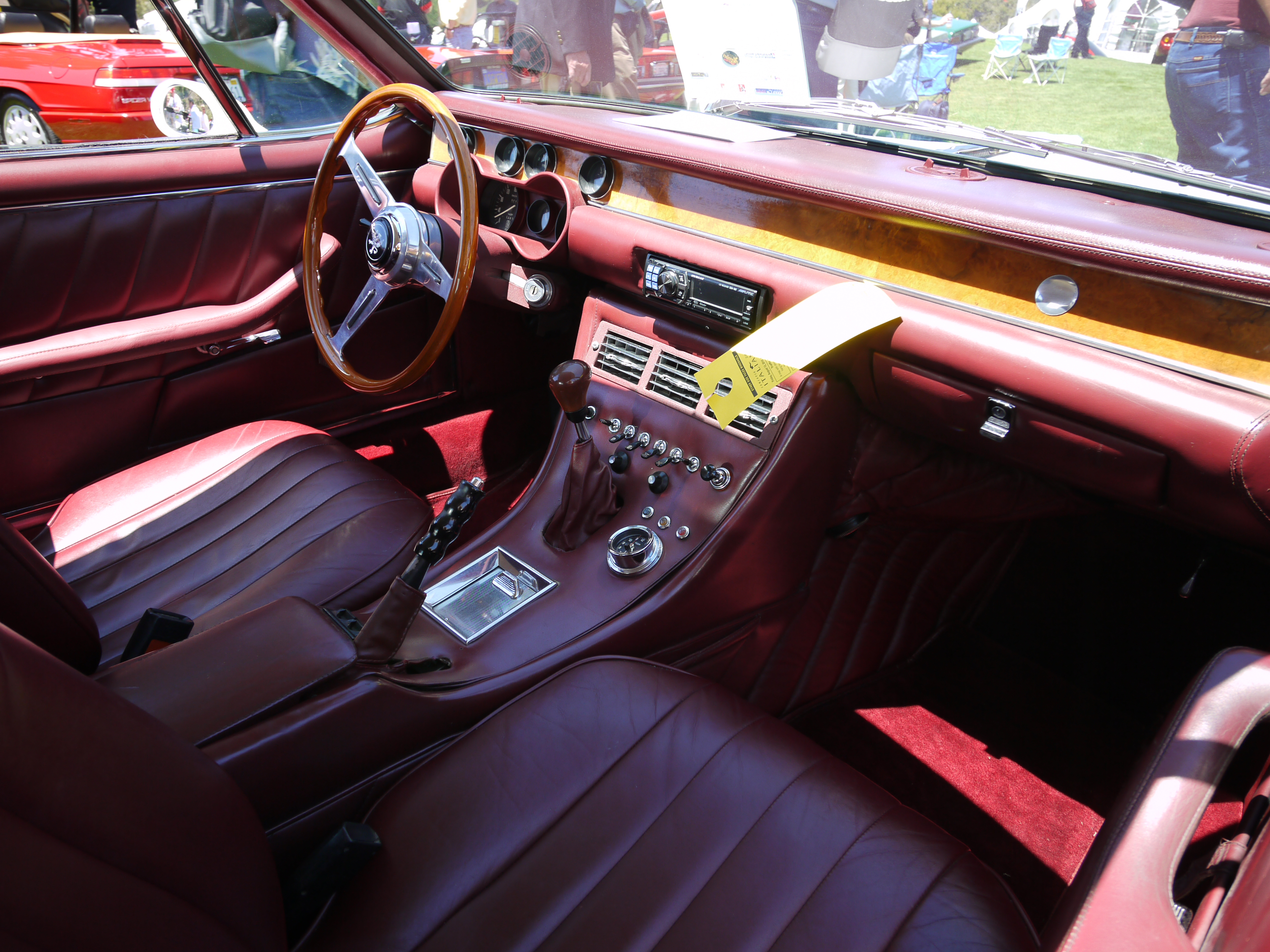
Gli interni

Nella seconda metà degli anni sessanta Piero Rivolta dirigeva la Casa del grifone, dopo la morte del padre Renzo. Allo scopo di fronteggiare la concorrenza dei modelli Ferrari, Lamborghini e Maserati, sarebbe stato utile realizzare una vettura con cui sostituire l'ormai datata "IR 300/340", ma gli ingenti capitali necessari alla progettazione e industrializzazione di un nuovo modello rendevano la scelta difficile e rischiosa.
Agli inizi del 1968, la soluzione venne dalla richiesta di un ricco cliente statunitense, disposto a non badare a spese pur di ottenere, come modello esclusivo o in anteprima, una gran turismo a quattro posti, con telaio e carrozzeria italiani. La generosa offerta copriva buona parte delle spese necessarie alla progettazione e realizzazione di carrozzeria e interni, da approntarsi sul telaio aggiornato della "IR 340".
Confermata la meccanica del modello precedente, il compito di realizzare la nuova gran turismo venne affidato alla Bertone, dopo l'approvazione del progetto di una coupé fastback dalle linee tese, secondo il gusto dell'epoca, stilato da Marcello Gandini, capo disegnatore della Bertone. Al modello fu assegnata la denominazione "Lele", nomignolo familiare della moglie di Piero Rivolta.

## La Iso Lele "Chevrolet"
Prima di essere consegnato al committente il prototipo "Lele" venne esposto nello stand Iso al Salone dell'Automobile di New York dell'aprile 1969, ottenendo l'interessamento della stampa specializzata e un discreto numero di ordinativi che furono decisivi per la messa in produzione del nuovo modello, in una linea velocemente approntata nello stabilimento di Bresso, facendolo comparire nei listini, alla fine dello stesso anno, con il prezzo base di 6.650.000 lire. Al momento del debutto sul mercato della "Lele", i modelli concorrenti, la Lamborghini 400 GTS Islero, la Maserati Mexico 4,7 e la Ferrari 365 GT 2+2 costavano rispettivamente 6.600.000, 7.500.000 e 8.000.000 lire.
Il contenuto prezzo di vendita era stato reso possibile dal recupero della meccanica "IR 300", dall'utilizzo del motore Chevrolet, ragionevolmente economico, e da una dotazione di serie particolarmente modesta per una vettura di quella classe.  Naturalmente lo spartano allestimento di serie poteva essere arricchito da varie dotazioni opzionali come la selleria in cuoio o velluto (260.000 lire), il cambio a 5 marce (270.000 lire) o automatico (400.000 lire), l'impianto per l'aria condizionata (450.000 lire), il servosterzo (250.000 lire), oltre alla possibilità di montare un motore potenziato a 350 CV (350.000 lire).
Caratterizzata da un frontale aggressivo, con fari a scomparsa (un altro "must" del periodo) che, in posizione di riposo rimanevano parzialmente a vista (ripresi anche sulla Lamborghini Jarama, sempre di Bertone), e da ampie feritoie laterali (che servivano da sfogo al calore prodotto dai dischi dei freni. Quelli posteriori erano "inboard")..
La nuova coupé Iso Rivolta non presentava novità tecniche sostanziali rispetto alle IR 300/340.
Il telaio (che rimaneva quello della serie precedente) era in acciaio (con la scocca portante), l'avantreno a ruote indipendenti con quadrilateri oscillanti, il retrotreno a ponte De Dion, i freni a disco su tutte le ruote (con quelli posteriori montati all'uscita dei semiassi dal differenziale), la trazione posteriore, lo sterzo a circolazione di sfere (con servosterzo a richiesta) e il cambio manuale a 4 rapporti (Borg Warner) o a 5 marce (ZF).
Anche il motore era il solito V8 Chevrolet di 5358 cm³ a carburatore quadricorpo, offerto sia in configurazione da 300 CV (abbinabile anche a un cambio automatico General Motors) che da 350 CV (solo con trasmissione manuale).
Nel 1970 la cilindrata del motore venne incrementata a 5736 cm³. A parità di potenza massima (300 o 350 CV), migliorava la distribuzione di coppia motrice e quindi l'elasticità di marcia. Dalla gamma venne tolto il cambio manuale a 4 rapporti.

## La Iso Lele IR6 "Ford"
Nel 1972, a causa della richiesta della GM di pagare anticipatamente i motori, da acquistare oltretutto in blocco (che significava, per la Iso un pagamento anticipato di un anno), la Casa di Bresso abbandonò il propulsore Chevrolet per adottare il Ford 351 Cleveland.
Non fu un'operazione semplice perché il V8 Ford di 5762 cm³ da 325 CV era più ingombrante e più "caldo" del precedente e i tecnici Iso dovettero modificare il telaio per creare spazio al propulsore e ai radiatori maggiorati.
Il cambio automatico divenne anch'esso Ford, mentre quello manuale (a 5 marce) rimase invariato.
Con l'occasione la Lele si concesse qualche piccolo ritocco: paraurti cromati (anziché neri opachi), nuovi sedili (quello posteriore ribaltabile e sdoppiato) e consolle centrale ridisegnata.
Nel 1973, la versione standard (ora denominata Lele IR6) venne affiancata dalla Lele IR6 Sport, con motore potenziato a 360 CV e cambio solo manuale ZF a 5 marce.
In seguito all'accordo con la Philip Morris che portò alla creazione del team di Formula 1 Iso-Marlboro, venne presentata la Lele IR6 Marlboro. Derivata dalla Sport, la Marlboro, grazie all'allestimento semplificato e all'assenza di materiale fonoassorbente e strato antirombo, era più leggera di ben 230 kg.
La produzione della Lele terminò nel dicembre del 1974, con la chiusura della Iso.

## La produzione
In tutto si stima che siano state prodotte 285 Lele, così suddivise:
- Lele 300 CV Prototipo (Chevrolet): 1
- Lele 300 CV (Chevrolet): 111
- Lele 350 CV (Chevrolet): 13
- Lele IR6 325 CV (Ford): 150 (stimati)
- Lele IR6 Sport 360 CV (Ford): 7
- Lele IR6 Sport 360 CV Marlboro (Ford): 3

## Scheda Tecnica

### Motore
Tipo: Chevrolet
- Architettura: V8 di 90°
- Distribuzione: 1 albero a camme centrale nel basamento, 2 valvole per cilindro
- Cilindrata: 5354 cm³ o 5736 cm³
- Rapporto di compressione:
  - 5.3 300cv: 10,5:1
  - 5.3 350cv: 11,1:1
  - 5.8 300cv: 10,3:1
  - 5.8 350cv: 11,0:1
- Potenza massima:
  - 5.3: 300cv a 5000 giri/minuto o 350 a 5600 giri/minuto
  - 5.8: 300cv a 4800 giri/minuto o 350 a 5600 giri/minuto
- Coppia massima:
  - 5.3 300cv: 46,9 kgm a 3400 giri/minuto
  - 5.3 350cv: 46,9 kgm a 3600 giri/minuto
  - 5.8 300cv: 46,9 kgm a 3200 giri/minuto
  - 5.8 350cv: 46,9 kgm a 3400 giri/minuto
- Alimentazione:
  - 300cv (tutte): 1 carburatore quadricorpo Rochester
  - 350cv (tutte): 1 carburatore quadricorpo Holley
- Raffreddamento: a liquido
- Lubrificazione: forzata con pompa centrifuga

Tipo: Ford
- Architettura: V8 di 90°
- Distribuzione: 1 albero a camme centrale nel basamento, 2 valvole per cilindro
- Cilindrata: 5762 cm³
- Rapporto di compressione: 8,6:1
- Potenza massima: 325cv a 5800 giri/minuto o 360 a 5800 giri/minuto
- Coppia massima:
  - 325cv: 46,6 kgm a 3800 giri/minuto
  - 360cv: 48,3 kgm a 3800 giri/minuto
- Alimentazione: 1 carburatore quadricorpo Motorcraft
- Raffreddamento: a liquido
- Lubrificazione: forzata con pompa centrifuga

### Trasmissione
- Trazione: posteriore
- Trasmissione:
  - 5.3 Chevrolet 300cv: manuale BW a 4 marce, manuale ZF a 5 marce o automatica GM a 3 rapporti
  - 5.8 Chevrolet 300cv: manuale ZF a 5 marce o automatica GM a 3 rapporti
  - 5.3/5.8 Chevrolet 350cv: manuale ZF a 5 marce
  - 5.8 Ford 325cv: manuale ZF a 5 marce o automatica Ford a 3 rapporti
  - 5.8 Ford 360cv: manuale ZF a 5 marce

### Corpo vettura
- Posizionamento motore: anteriore longitudinale
- Scocca: portante in lamiera d'acciaio
- Avantreno: a ruote indipendenti con quadrilateri oscillanti, molle elicoidali
- Retrotreno: a ponte De Dion, molle elicoidali
- Ammortizzatori: idraulici telescopici
- Sterzo: a circolazione di sfere, con servosterzo a richiesta.
- Freni: a 4 dischi (posteriori all'uscita del differenziale) con servofreno.